# 僕らはひとつ
「僕らはひとつ」（"We Belong Together"）は、2010年の映画『トイ・ストーリー3』向けにランディ・ニューマンが作詞、作曲、歌唱した楽曲である。この曲は2011年2月開催の第83回アカデミー賞で歌曲賞を獲得した。

## 背景と公開
この曲は『トイ・ストーリー3』の映画音楽であり、映画のアルバムの全トラックはランディ・ニューマンが作曲、指揮を担当した。映画公開後からしばらくのあいだ、ディズニーは『トイ・ストーリー3』のサウンドトラック・アルバムをCDで発売しなかった。2012年1月にウォルト・ディズニー・レコードとイトラーダ・レコードがCDで発売するまで、MP3やAACといった非可逆圧縮形式でのダウンロードのみで入手可能であった。

## カバー版
ブライアン・ウィルソンが自身の2011年のアルバム『イン・ザ・キー・オブ・ディズニー』でこの曲をカバーした。

## 受賞とノミネート
| 賞                                     | 部門   | 結果       | 参照  | 敗北した相手                                       |
| -------------------------------------- | ------ | ---------- | ----- | -------------------------------------------------- |
| 第16回クリティクス・チョイス・アワード | 歌曲賞 | ノミネート | [ 6 ] | 「イフ・アイ・ライズ」                             |
| 2010年デンバー映画批評家協会賞         | 歌曲賞 | ノミネート | [ 7 ] | 「イフ・アイ・ライズ」                             |
| 第11回フェニックス映画批評家協会賞     | 歌曲賞 | ノミネート | [ 8 ] | 「ユー・ハヴント・シーン・ザ・ラスト・オブ・ミー」 |
| 第1回Awards.com映画賞                  | 歌曲賞 | ノミネート |       | 「輝く未来」                                       |
| 第83回アカデミー賞                     | 歌曲賞 | 受賞       | [ 1 ] | N/A                                                |

ジェニファー・ハドソンからオスカー像を受け取った際のニューマンのスピーチはMoviefone.comより「式を席巻した」ユーモラスなものと評された。ニューマンは、「ポケットから一覧表を取り出して多くの人々に謝辞を述べるのは、テレビ的にはあまり良いことでは無い」と助言されたことを揶揄し、「私はただこれらの人々に感謝しなければならない。そうしたくないんだ。私はとても良いテレビ番組をやりたい」と述べた。
この曲は第16回クリティクス・チョイス・アワード歌曲賞と2010年デンバー映画批評家協会賞歌曲賞にノミネートされたが、いずれもA・R・ラフマーンとダイドの「イフ・アイ・ライズ」に破れた。第11回フェニックス映画批評家協会賞歌曲賞ではシェールの「ユー・ハヴント・シーン・ザ・ラスト・オブ・ミー」、第1回Awards.com映画賞歌曲賞では「輝く未来」（『塔の上のラプンツェル』）に敗れた。